# Liste des évêques de Bova
Cette liste recense les évêques qui se sont succédé sur le siège de Bova jusqu'en 1986, date de la fusion avec l'archidiocèse de Reggio de Calabre qui devient l'archidiocèse de Reggio de Calabre-Bova.

## Évêques de Bova
- Luca Ier (mentionné en 1094)
- Stefano (mentionné en 1222)
- Arsenio (mentionné en 1227)
- Anonyme (mentionné en 1269)
- Anonyme (mentionné en 1274/1280)
- Cipriano (1291-1298)
- Luca II (mentionné en 1305)
- Biagio (? -1341)
- Nicola, O.S.B.I (1341-1342), nommé évêque de Gerace
- Andrea (1342- ?)
- Nicodemo, O.S.B.I (1346- ?)
- Basilio Ier (1362-1364)
- Erasmo, O.S.B.I (1364- ?)
- Serafino, O.P (1365- ?)
- Guglielmo (1375- ?)
  - Giovanni Mela (1384- ?) antiévêque
- Basilio II (vers 1384- ?)
- Stefano (? -1405)
- Gualtiero, O.E.S.A (1405-1414)
  - Pietro Ier (1410- ?) évêque élu
  - Giovanni Dominici (1412-1419) (administrateur apostolique)
- Pietro II (vers 1420)
- Matteo della Scaglia, O.E.S.A (1424- ?)
- Filippo Costulfaria (1425-1435)
- Agostino Carapelle, O.E.S.A (1435-1435)
- Sanzio (1435-1441), nommé évêque titulaire de Sébaste (de)
- Jacobello, O.F.M (1441-1483)
- Procolo Curiale (1483-1523)
- Donato Curiale (1524-1549)
- Achille Brancia (1549-1570)
- Giulio Staurieno, O.F.M (1571-1577)
- Giulio, O.P (1577-1577)
- Marcello Franci (1577- ?)
- Bartolomeo Corsini (1587-1592)
- Giovanni Camerota (1592-1622)
- Nicola Maria Madaffari (1622-1627)
- Fabio Olivadisi (1627-1646), nommé évêque de Catanzaro
- Martino Megali (1646-1656)
- Bernardino d'Aragona (1657-1669)
- Marcantonio Contestabili (1669-1699)
- Francesco Antonio Gaudiosi (1699-1714)
  - Siège vacant (1714-1718)
- Paolo Stabile, O.M (1718-1729)
- Giuseppe Barone (1729-1731), nommé évêque de Marsi
- Tommaso Giosafat Molina (1731-1735)
- Domenico de Marzano (1735-1752)
- Stefano Morabito (1752-1764)
- Antonio Spedalieri (1764-1791)
- Giuseppe Martini (1792-1802)
  - Siège vacant (1802-1819)
- Nicola Maria Laudisio, C.Ss.R (1819-1824), nommé évêque de Policastro
- Giovanni Corcione (1824-1830)
- Giuseppe Maria Giove, O.F.M (1832-1834), nommé évêque de Gallipoli
- Vincenzo Rozzolino (1835-1849), nommé évêque de Caserte
- Pasquale Taccone (1849-1850), nommé évêque de Teramo
- Raffaele Ferrigno (1851-1856), nommé archevêque de Brindisi
- Dalmazio D'Andrea, O.F.M.Cap (1856-1870)
- Antonio Piterà (1871-1876)
- Nicola de Simone (1877-1895)
- Raffaele Rossi (1895-1899), nommé archevêque d'Acerenza et Matera
- Domenico Pugliatti (1900-1914)
- Paolo Albera (1915-1921)
- Andrea Taccone (1923-1929), nommé évêque de Ruvo et Bitonto
  - Siège vacant (1929-1933)
- Giuseppe Cognata, S.D.B (1933-1940)
- Enrico Montalbetti (1941-1943)
- Antonio Lanza (1943-1950)
- Giovanni Ferro, C.R.S (1950-1960)
- Giuseppe Lenotti (1960-1962), nommé archevêque de Foggia
- Aurelio Sorrentino (1962-1966), nommé évêque de Potenza et Marsico Nuovo
  - Siège vacant (1966-1973)
- Giovanni Ferro, C.R.S (1973-1977) (pour la seconde fois)
- Aurelio Sorrentino (1977-1986), nommé archevêque de Reggio Calabria-Bova (pour la seconde fois)